# ZPUE
ZPUE S.A. – przedsiębiorstwo z siedzibą we Włoszczowie (województwo świętokrzyskie), założone w 1988 r. przez Bogusława Wypychewicza. W 1998 zadebiutowało na warszawskiej Giełdzie Papierów Wartościowych. Z giełdy wycofała się w 2022. Od 1 stycznia 2020 roku fotel prezesa spółki objął syn założyciela Michał Wypychewicz.
Kluczowym asortymentem ZPUE S.A. są rozdzielnice średniego (SN) i niskiego napięcia (nN), będące elementem wyposażenia kontenerowych stacji transformatorowych. Firma jest polskim producentem rozdzielnic i rozłączników średniego napięcia w izolacji SF6. W zakładzie produkcyjnym w Katowicach wytwarzane są rozdzielnice średniego i niskiego napięcia pierwotnej dystrybucji: do GPZ-tów, dla elektrowni, przemysłu petrochemicznego, wydobywczego i hutnictwa. Produkowane są również obudowy do rozdzielnic i szaf sterowniczych, obudowy transformatorów, mostów szynowych niskiego i średniego napięcia, układów SZR oraz baterii kondensatorów do kompensacji mocy biernej.
ZPUE S.A. specjalizuje się w segmencie produkcji kontenerowych stacji transformatorowych. Obudowy tych stacji wykonywane są w zakładzie we Włoszczowie z betonu lub aluminium.
Pozostałe produkowane przez ZPUE S.A. wyroby to: słupowe stacje transformatorowe, aparatura łączeniowa średnich napięć, konstrukcje do budowy linii napowietrznych.
We Włoszczowie uruchomiona jest jedna z najnowocześniejszych w Europie linii do produkcji żerdzi wirowanych.
Firma zajmuje się również handlem urządzeniami i materiałami do budowy sieci i urządzeń elektroenergetycznych (transformatory oraz aparatura elektryczna). Uzupełnieniem oferty są produkty wytwarzane w Gliwicach, w tym: obudowy termoutwardzalne, złącza kablowe, złącza pomiarowe, szafy oświetlenia ulicznego, rozdzielnice elektryczne, złącza kablowe i oświetleniowe terenu.
Głównymi odbiorcami wyrobów ZPUE S.A. są zakłady energetyczne (dystrybutorzy energii), zakłady przemysłowe, obiekty użyteczności publicznej, wykonawcy robót elektrycznych, hurtownie urządzeń elektrycznych itp.